# Aloe otallensis
Aloe otallensis är en grästrädsväxtart som beskrevs av John Gilbert Baker. Aloe otallensis ingår i släktet Aloe och familjen grästrädsväxter.
Artens utbredningsområde är Etiopien. Inga underarter finns listade i Catalogue of Life.